# 魚朝恩
魚朝恩（722年—770年），泸州泸川（今屬四川）人，唐代宦官。精通儒學，能講授《五經》，亦能佛法、禪學。曾為观军容宣慰处置使，监军九节度，權傾朝野，後被唐代宗賜死。

## 生平
唐玄宗天寶末年進入門下省，以品官給事黃門，為唐肅宗所寵信，派為李光進的監軍。后被任命为三宫检责使，左监门卫将军、知内侍省事。乾元元年（758年），魚朝恩進讒郭子儀，朝廷削其軍權，不再立统帅，以李光弼代朔方節度使，為天下兵馬副元帥，并以魚朝恩为观军容宣慰处置等使，监李光弼等九节度使军征讨安庆绪。
上元元年（760年）三月，李光弼於邙山（今河南洛陽北）大敗，魚朝恩急退陝州（今河南三門峽西）。
廣德元年（763年），吐蕃進犯長安，唐代宗出逃陝州，身邊的侍衛離散，相當狼狽，史載「朝恩悉軍奉迎華陰，乘輿六師乃振」，由是深得代宗宠异，後被封為天下觀軍容宣慰處置使，並統率京師神策軍。永泰二年（765年）二月二十一日，代宗下诏加封为内侍省监，判國子監事（國立大學校長），兼鴻臚相（司禮機關，負責朝會和宴饗）等職，封郑国公，掌握大權，權傾朝野。大曆三年（768年），改封韩国公，加实封一百户。
鱼朝恩一贯骄横，大曆元年（766年）秋，宰相們在國子監會食，魚朝恩故意講《易經》中「鼎折足，覆公餗」一節譏諷，王缙大怒，而元載笑而不語。魚朝恩對手下說：“會發怒是人之常情，但面露笑容的人，無法猜測他內心想法。”之後愈加專橫，在眾臣面前時大肆議論政事，並借機侮辱宰相，又任用親信掠奪民財；向代宗稟奏政事，每必強要代宗答應，朝廷政事稍不稱心，就发怒道：“天下事還有不如我意的嗎！”代宗聞言不悦。
鱼朝恩养子名叫令徽，十四、五歲已在内侍省当内给使，代宗因為魚朝恩的關係，特別賜令徽穿著綠色官服。不久，令徽與其他內使到殿前序列，有比他高級的同僚因為怕遲到受罰，在擠進隊列時不慎觸碰到令徽手臂；令徽不忿，回家后便将此事告诉鱼朝恩。第二天，鱼朝恩就带养子面见代宗，说：“臣的犬子官品卑下，被同僚凌辱，请陛下赐以紫衣。”當時綠衣之上為紅衣，官三品者才可服紫，代宗还没来得及說話，朝恩已命人将紫衣抱到了面前，令徽赶紧穿上跪拜谢恩。代宗心中不滿但不便發作，只得勉强笑道：“你兒子穿了紫衣，真是十分稱身好看啊。”
大曆五年（770年），元載密奏代宗請殺魚朝恩，並以重金賄賂魚朝恩親信周皓和皇甫溫二人，暗中觀察此人。三月寒食節，皇宮舉行宴會，宴會結束後，魚朝恩回家之際，代宗叫他留下來討論事項。等魚朝恩一到，代宗便責難他圖謀不軌，魚朝恩為自己辯護，此時周皓與左右將之擒獲，將他絞死，年四十九歲。
鱼朝恩在禁中被秘密賜死一事，除少数参与密谋的人，外面一无所知。为防不测，代宗暂时隐瞒真相，下诏罢免他的观军容使等职，增实封六百户，通前共一千户，保留内侍监如故。接着宣稱鱼朝恩受诏而自缢，传出风声后，才将他的尸体送回家，赐钱六百万作安葬费。

## 影视作品
- 2025年电影《长安的荔枝》常远
- 1994年電視劇《人面桃花》  謝屏楠
- 1993年電視劇《再世情緣》 勾峰